# Masaaki Endoh ~THE BEST~
Masaaki Endoh ~THE BEST~ é uma coletânea de Masaaki Endoh. Foi lançado em 22 de junho de 2022 pela Lantis e possui 17 faixas.

## Produção
Esta é a primeira coletânea da carreira de Endoh, que inclui sua primeira anison, "Forever Friends", até seus lançamentos mais recentes.

## Recepção
O álbum chegou à 37ª posição da Billboard Japan (e à 59ª no Hot 100). Ele também ficou duas semanas Oricon Albums Chart, chegando à 43ª posição.

## Faixas
| N.º            | Título                                                                                             | Letras             | Música                                         | Arranjo                               | Duração |  |
| 1.             | "Forever Friends" (de Street Fighter II V)                                                         | Mitsuko Komuro     | Kenichi Sudo                                   | K. Sudo                               | 5:05    |  |
| 2.             | "Yuusha Ou Tanjou!" (de Yuusha Oh Gaogaigar)                                                       | Yoshitomo Yonetani | Kohei Tanaka                                   | Takayuki Negishi                      | 3:54    |  |
| 3.             | "A PIECE OF THE SUN" (de B't X Neo)                                                                | Koichiro Maeda     | Toshiaki Yamazaki                              | K. Sudo                               | 4:20    |  |
| 4.             | "Senshi yo, Tachiagare!" (de Cybaster)                                                             | Tetsuo Kudo        | manzo                                          | K. Sudo                               | 4:10    |  |
| 5.             | "Can't Stop" (de Getter Robo Daikessen!)                                                           | Eiko Kyo           | Hitoshi Haba                                   | K. Sudo                               | 4:07    |  |
| 6.             | "Bakutou Sengen! Daigunder" (de Bakutou Sengen! Daigunder)                                         | Yumi Yoshimoto     | Yasuo Kosugi                                   | Yuzo Hayashi                          | 4:12    |  |
| 7.             | "Bakuryuu Sentai Abaranger" (de Bakuryuu Sentai Abaranger)                                         | Y. Yoshimoto       | Takafumi Iwasaki                               | Seiichi Kyoda                         | 4:18    |  |
| 8.             | "Carry on" (de Muv-Luv Alternative)                                                                | Hironobu Kageyama  | Yohgo Kohno                                    | Y. Kohno                              | 6:29    |  |
| 9.             | "BELIEVE IN NEXUS" (de Yu-Gi-Oh! 5D's)                                                             | Masaaki Endoh      | M. Endoh                                       | Masaki Suzuki                         | 3:26    |  |
| 10.            | "Sora wo Yuku Tomoshibi no Uta" (de Muv-Luv Alternative Chronicles)                                | Aki Hata           | Hirofumi Miyake                                | H. Miyake                             | 5:09    |  |
| 11.            | "Fumetsu no Hero Sea Jetter Kaito" (de Sea Jetter Kaito, com Hironobu Kageyama e Hiroshi Kitadani) | M. Endoh           | M. Endoh                                       | Kenji Yamamoto                        | 4:13    |  |
| 12.            | "Fellows" (de Carnival Phantasm)                                                                   | Keita Haga         | KATE                                           | M. Suzuki                             | 4:26    |  |
| 13.            | "FINAL Cross Fight Garo" (de CR GARO Final)                                                        | M. Endoh           | M. Endoh                                       | Youichi Matsuo                        | 4:16    |  |
| 14.            | "Vital" (do anime de Satsuriku no Tenshi)                                                          | Jin                | Jin                                            | Jin                                   | 4:18    |  |
| 15.            | "Goshowa Kudasai Ware no Na wo!" (de Ultraman Z)                                                   | M. Endoh           | M. Endoh                                       | Kyoichi Miyazaki e Ryota Iida         | 3:34    |  |
| 16.            | "Kando Ryoukou Good Tuning!" (de Sakugan Radio Labyrinth)                                          | M. Endoh           | M. Endoh                                       | R・O・N                               | 3:55    |  |
| 17.            | "Kokotsu Labyrinth" (de Sakugan)                                                                   | M. Endoh           | Carlos K., Keisuke Koyama, DAICHI, Konnie Aoki | Carlos K., K. Koyama, DAICHI, K. Aoki | 5:04    |  |
| Duração total: | Duração total:                                                                                     | Duração total:     | Duração total:                                 | Duração total:                        | 74:56   |  |